# Droit à l'éducation
 (février 2014).

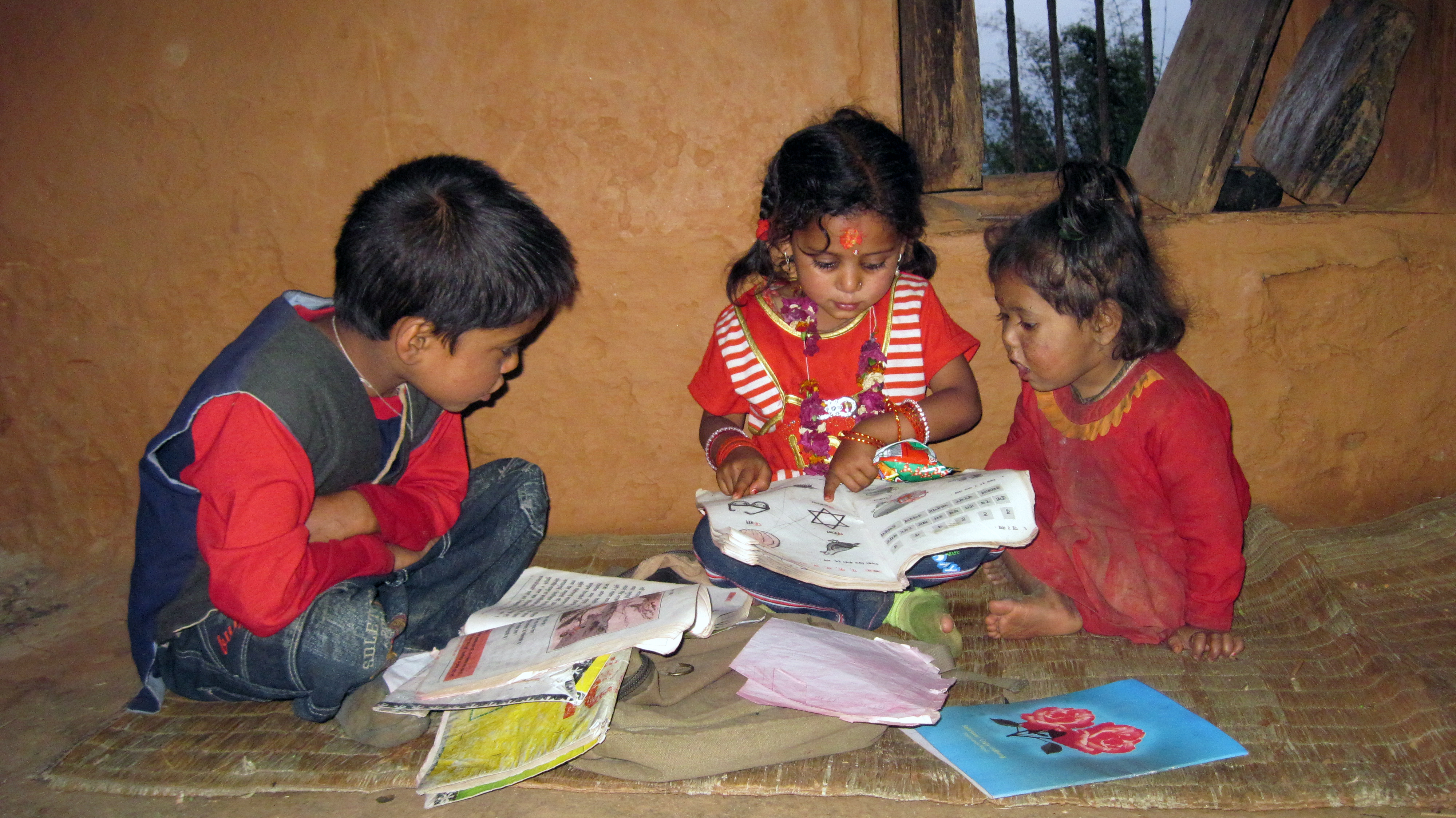
Trois enfants lisant un livre ensemble dans un village du Népal.

Le droit à l'éducation est le droit d'être éduqué, d'avoir accès à la connaissance et lui permettre de s’épanouir. On peut le trouver sur divers traités nationaux et internationaux sous la forme de conventions de pactes et de chartes, tels que la déclaration universelle des droits de l'homme de 1948 ou encore la Convention relative aux droits de l'enfant en 1989.
Tout être humain a le droit d'apprendre à écrire et à lire et, grâce aux connaissances transmises par l'éducation, à s'épanouir dans sa vie d'adulte, et à acquérir un développement moral et citoyen au sein de la société. L'éducation de l'enfant permet aussi le développement social, économique et culturel d'une société.
Les Nations unies et plus précisément l’Unesco ont établi « l’Agenda Education 2030 » focalisée sur l’implémentation de l’objectif de développement durable 4 (SDG4) pour l’éducation. Cet agenda comporte plusieurs thèmes dont font partie la scolarité obligatoire ou l’accès à l’éducation des jeunes enfants.

## Protagonistes
Le droit à l’éducation a besoin de trois protagonistes clés :
- Le Gouvernement : Prestataire et/ou partenaire financier à l'enseignement public.
- L'enfant : Principal bénéficiaire du droit à l'éducation. Il doit s’engager à suivre l'enseignement obligatoire.
- Les parents de l'enfant : Ce sont les premiers éducateurs. Ils ont la liberté de choisir quel type d'enseignement est dispensé à leurs enfants, ce qui constitue un des piliers du droit à l'éducation bien que l'obligation de l’État dans le domaine des droits de l'homme en soit un autre. Cependant, les parents n'ont pas le droit de refuser à leurs enfants le droit à l'éducation, car ce choix n'est pas légitime. En cas de conflit entre le choix parental et l'intérêt supérieur de l'enfant, ce dernier a l'avantage. C'est pour empêcher l’État d'exercer un monopole sur l'éducation de l'enfant et pour protéger le pluralisme que la liberté du choix de l'éducation revient aux parents.

## Droit international

### Principales conventions internationales
À l'échelle mondiale, les sociétés ont instauré plusieurs traités :
- la Déclaration universelle des droits de l'Homme de 1948 (article 26) ;
- le Pacte international relatif aux droits économiques, sociaux et culturels de 1966 (articles 2, 13 et 14) ;
- la Convention internationale sur l'élimination de toutes les formes de discrimination raciale (articles 1, 2 et 5) ;
- la Convention sur l'élimination de toutes les formes de discrimination à l'égard des femmes (articles 1 et 10) ;
- la Convention relative aux droits de l'enfant (articles 2, 9, 28 et 29) ;
- la Convention européenne des droits de l'Homme (article 2 du premier protocole additionnel) ;
- la Convention relative aux droits des personnes handicapées (article 24).
- la Convention internationale sur la protection des droits de tous les travailleurs migrants et des membres de leur famille (CPTM 1990).

Il est aussi présent dans la Charte sociale européenne du Conseil de l'Europe et la jurisprudence européenne qui définit « l'éducation des enfants » comme « (…) la somme des procédés par lesquels, dans toute société, les adultes tentent d’inculquer aux plus jeunes leurs croyances, coutumes et autres valeurs » alors que l’enseignement ou l’instruction visent, « notamment, la transmission des connaissances et la formation intellectuelle ». Et l’État-membre, « dans l’accomplissement des fonctions qui relèvent de sa compétence en matière d’éducation et d’enseignement, doit veiller à ce que les informations et connaissances figurant au programme soient délivrées de manière objective, critique et pluraliste. Si tel n’était pas le cas, les pouvoirs publics auraient l’obligation d’accorder aux enfants une dispense totale des enseignements concernés, conformément aux convictions religieuses ou philosophiques des parents ». Le droit d’accès à l’enseignement supérieur (même en prison) est un droit de caractère civil, au sens de l’article 6 de la Convention. L'État-membre, si son droit interne le lui permet, face à des parents souhaitant assurer eux-mêmes l’éducation de leurs enfants au domicile peut imposer « la scolarisation obligatoire des enfants, que ce soit dans le cadre d’établissements publics ou par le biais d’institutions privées dont la qualité réponde à ses exigences de qualité ».

### Un droit reconnu au niveau international
Selon la Convention des droits de l'enfant, l'éducation est un droit garanti par les États, et doit avoir les objectifs suivants :
- Favoriser l'épanouissement de la personnalité de l'enfant et le développement de ses dons et de ses aptitudes mentales et physiques, dans toute la mesure de leurs potentialités ;
- Inculquer à l'enfant le respect des droits de l'homme et des libertés fondamentales, et des principes consacrés dans la Charte des Nations unies ;
- Inculquer à l'enfant le respect de ses parents, de son identité, de sa langue et de ses valeurs culturelles, ainsi que le respect des valeurs nationales du pays dans lequel il vit, du pays duquel il peut être originaire et des civilisations différentes de la sienne ;
- Préparer l'enfant à assumer les responsabilités de la vie dans une société libre, dans un esprit de compréhension, de paix, de tolérance, d'égalité entre les sexes et d'amitié entre tous les peuples et groupes ethniques, nationaux et religieux, et avec les personnes d'origine autochtone ;
- Inculquer à l'enfant le respect du milieu naturel.

Par ailleurs, le Droit International des droits de l’Homme, stipule un certain nombre d’obligations, de devoirs en droit international et de responsabilités que les États doivent respecter, protéger et réaliser :
- Respect : les États doivent éviter tout type de mesures qui seraient susceptibles d’empêcher le bon déroulement de l’exercice du droit à l’éducation.
- Protection : les États doivent mettre tout en œuvre afin d’empêcher toute partie tierce ne puisse interférer dans l’exercice du droit à l’éducation.
- Réalisation : les États doivent prendre toutes les mesures permettant à tout un chacun d’exercer leur droit à l’éducation[4].

### Article 26 de la Déclaration Universelle des droits de l'homme
« Toute personne a droit à l’éducation. L’éducation doit être gratuite, au moins en ce qui concerne l’enseignement élémentaire et fondamental. L’enseignement élémentaire est obligatoire. L'enseignement technique et professionnel doit être généralisé ; l’accès aux études supérieures doit être ouvert en pleine égalité à tous en fonction de leur mérite.
2. L’éducation doit viser au plein épanouissement de la personnalité humaine et au renforcement du respect des droits de l'homme et des libertés fondamentales. Elle doit favoriser la compréhension, la tolérance et l'amitié… »

### Cadre d'action de Dakar
Le Cadre d'action de Dakar, adopté lors du Forum mondial sur l'éducation de Dakar (avril 2000), « réaffirme l'objectif d'éducation pour tous formulé lors de la Conférence mondiale sur l'éducation pour tous » tenue à Jomtien (Thaïlande) en 1990.
Il insiste sur l'accession de tous à l'école primaire ainsi que sur le droit des femmes à disposer d'une éducation. Il contient en outre la promesse de pays et d'organismes donateurs qu'« aucun pays qui a pris un engagement sérieux en faveur de l'éducation de base ne verra ses efforts contrariés par le manque de ressources ».
D'après la Déclaration du Millénaire, adoptée par l'Assemblée générale, d'ici 2015, les enfants partout dans le monde, garçons et filles, seront en mesure d'achever un cycle complet d'études primaires, et les filles et les garçons auront, à égalité, accès à tous les niveaux d'éducation. Deux des Objectifs du Millénaire pour le développement sont particulièrement pertinents : l’objectif 2 : « Assurer l’éducation primaire pour tous », et l’objectif 3 : « Promouvoir l’égalité des sexes et l’autonomisation des femmes ».

### L'éducation des adultes
Lors de la Quatrième Conférence internationale sur l'éducation des adultes à Paris, le droit d’apprendre est défini comme étant :
- le droit de lire et d’écrire ;
- le droit de questionner et de réfléchir ;
- le droit à l’imagination et à la création ;
- le droit de lire son milieu et d’écrire l’histoire ;
- le droit d’accéder aux ressources éducatives ;
- le droit de développer ses compétences individuelles et collectives[8].

Certains considèrent que l'État doit surveiller étroitement l'éducation délivrée sur leur territoire et la formation des maîtres, pour plusieurs motifs :
- assurer ses responsabilités, à l'égard des enfants (cf. le droit à l'éducation des enfants, mentionné ci-avant) et de la culture ou l'identité nationale ;
- éviter l'implication d'autres acteurs, aux motivations plus douteuses (en tout cas supposées ou présentées comme telles) : institutions religieuses (dogmatisme, sectarisme, etc.), entreprises (recherche de profit, etc.) ;
- donner les moyens, notamment financiers, puisque l'État est généralement l'acteur le plus riche dans ses frontières ;
- contrôler la qualité et assurer l'égalité de traitement des diplômés de même niveau, selon leurs résultats à des examens identiques ;
- assurer que le spectre des enseignements dispensés est conforme à l'intérêt du pays et des élèves eux-mêmes, sans excès d'étudiants dans des domaines déjà bien pourvus (numerus clausus) ni manques dans des filières cherchant du personnel.

### Interprétation du droit à l'éducation
La Rapporteuse sur le droit à l’éducation a énuméré quatre caractéristiques de l’éducation :
- Dotations : obligation pour l’État de mettre en place un système éducatif qui ait un nombre suffisant d’écoles, de veiller à éradiquer tous les motifs de discrimination interdits par les instruments internationaux et possibilité pour les parents de choisir l’enseignement dispensé à leurs enfants ;
- Accessibilité : élimination de tous les obstacles à l’accès à l’éducation pour tous les enfants d’âge scolaire sans discrimination et à des coûts raisonnables ;
- Acceptabilité : normes minimales de qualité, de sécurité et de salubrité du milieu dans le respect des droits de l'homme, de la liberté d'enseignement et du contenu et des méthodes d’instruction ;
- Adaptabilité : concordance des droits en fonction de l’âge, enseignement extrascolaire pour ceux qui n’ont pas accès aux établissements d’enseignement (enfants et jeunes privés de liberté, réfugiés, personnes déplacées, enfants qui travaillent et communautés nomades); adaptation de l’éducation pour qu’elle favorise l’exercice de tous les droits fondamentaux[9].

## Droit par pays

### Canada
Le droit à l'éducation n'est pas prévu à la Charte canadienne des droits et libertés. Par contre, les provinces canadiennes peuvent inclure le droit à l'éducation dans leurs lois quasi-constitutionnelles provinciales. À titre d'exemple, la Charte des droits et libertés de la personne du Québec prévoit à son article 40 que « toute personne a droit, dans la mesure et suivant les normes prévues par la loi, à l’instruction publique gratuite ».

### France
En France, le droit à l'éducation n'a été consacré au plan législatif qu'avec la loi Jospin, en 1989. Il est désormais prévu par le Code de l'éducation aux articles L111-1 et suivants.
Dans le contexte des laïcités françaises, il a d'abord été fait appel à d’autres références pour appréhender le bienfait d'éducation, principalement le service public de l’éducation, la liberté de l’enseignement et la liberté de conscience.
L'affirmation supranationale du droit à l'éducation, à partir de la seconde moitié du XXe siècle, a précédé la reformulation du droit interne.
Cependant, l'effectivité du droit à l'éducation français reste encore à améliorer car même si l'instruction, qui reste obligatoire et que l'école est gratuite et laïque, certains enfants ne peuvent pas aller à l'école (enfants vivant dans les bidonvilles, en outre-mer, certains enfants non accompagnés, handicapés…). De plus, certains droits des enfants ne sont pas toujours respectés, ce qui peut creuser les inégalités.

## Avis opposés de philosophes
Cependant, quantité de penseurs de premier plan sont d'un avis opposé. Par exemple, Condorcet, grand philosophe du Siècle des Lumières, dans son Premier mémoire sur l'instruction publique (1791), intitulé L'éducation publique doit se borner à l'instruction, troisième raison : "Parce qu'une éducation publique deviendrait contraire à l'indépendance des opinions", affirme :

« la vérité seule peut être la base d'une prospérité durable, et que les lumières croissant sans cesse ne permettent plus à l'erreur de se flatter d'un empire éternel, le but de l'éducation ne peut plus être de consacrer les opinions établies, mais, au contraire, de les soumettre à l'examen libre de générations successives, toujours de plus en plus éclairées. »

John Stuart Mill, dans ses Principes d'économie politique (1848, livre V, ch. XI), déclare à son tour :

« Il n'est pas tolérable qu'un gouvernement ait, de jure ou de facto, un contrôle complet sur l'éducation des gens. Posséder ce contrôle et surtout l'exercer est le propre d'un comportement despotique.
Un gouvernement qui puisse mouler les opinions et les sentiments des gens depuis l'enfance jusqu'à la jeunesse peut faire avec eux ce qu'il veut. »